# 53e Rue
53e Rue (ou 53rd Street) est une rue de New York. 

## Situation et accès
Cette voie du centre de l'arrondissement de Manhattan, accueille des buildings tels que le Citicorp Building. La rue commence à l'ouest à partir de Sutton Place, se terminant à parc DeWitt Clinton au niveau de la Onzième Avenue. 
Le Lexington Avenue-53rd Street et 51st Street station, une des stations de métro les plus fréquentées, est accessible à partir de cette rue, et est desservie par les lignes 6 et E à tout moment, la ligne 4 la nuit.

## Origine du nom
La 53e Rue, tire son nom de sa position dans le plan en damier de Manhattan établi en 1811. 
Le chiffre « 53 » indique sa position dans la grille est-ouest, entre la 52e et la 54e Rue.

## Historique
Elle fait partie du Commissioners' Plan de 1811.

## Bâtiments remarquables et lieux de mémoire
- Le Seagram Building est un gratte-ciel de 38 étages situé au 375 Park Avenue, entre la 52e et la 53e Rue, rue, conçu par l'architecte allemand Ludwig Mies van der Rohe, en collaboration avec l'américain Philip Johnson et achevée en 1958.
- Lever House est un gratte-ciel de vingt-et-un étages situé au 390 Park Avenue, entre les 54e et 53e Rues, conçu par Gordon Bunshaft de Skidmore, Owings et Merrill, et achevée en 1952.
- The Stork Club a été l'une des fameuses boîtes de nuit dans la ville de New York au cours des années 1930-années 1950. Il est situé à 3 East 53rd Street, juste à côté de la Cinquième Avenue.
- Paley Park, sur l'ancien site de la Stork Club, est un 4200 pieds carrés (390 m2) du parc de poche qui a été reconnu comme l'un des plus beaux espaces urbains aux États-Unis.
- L'église Saint-Thomas est situé à l'angle avec la Cinquième Avenue.
- Le bloc entre les Cinquième et Sixième Avenues contient également la Donnell Library Center, le Museum of Modern Art, de l'American Folk Art Museum, et le « Black Rock » et « Brown Rock » des bâtiments de la SCS et (ex) ABC, respectivement. Un gratte-ciel a été proposé à 53 West 53rd Street.

```
* Le bloc entre Broadway et la Sixième Avenue contient les hôtels Hilton et Sheraton New York, séparés par une station de métro centrale. 
```